# Salier (Religion)

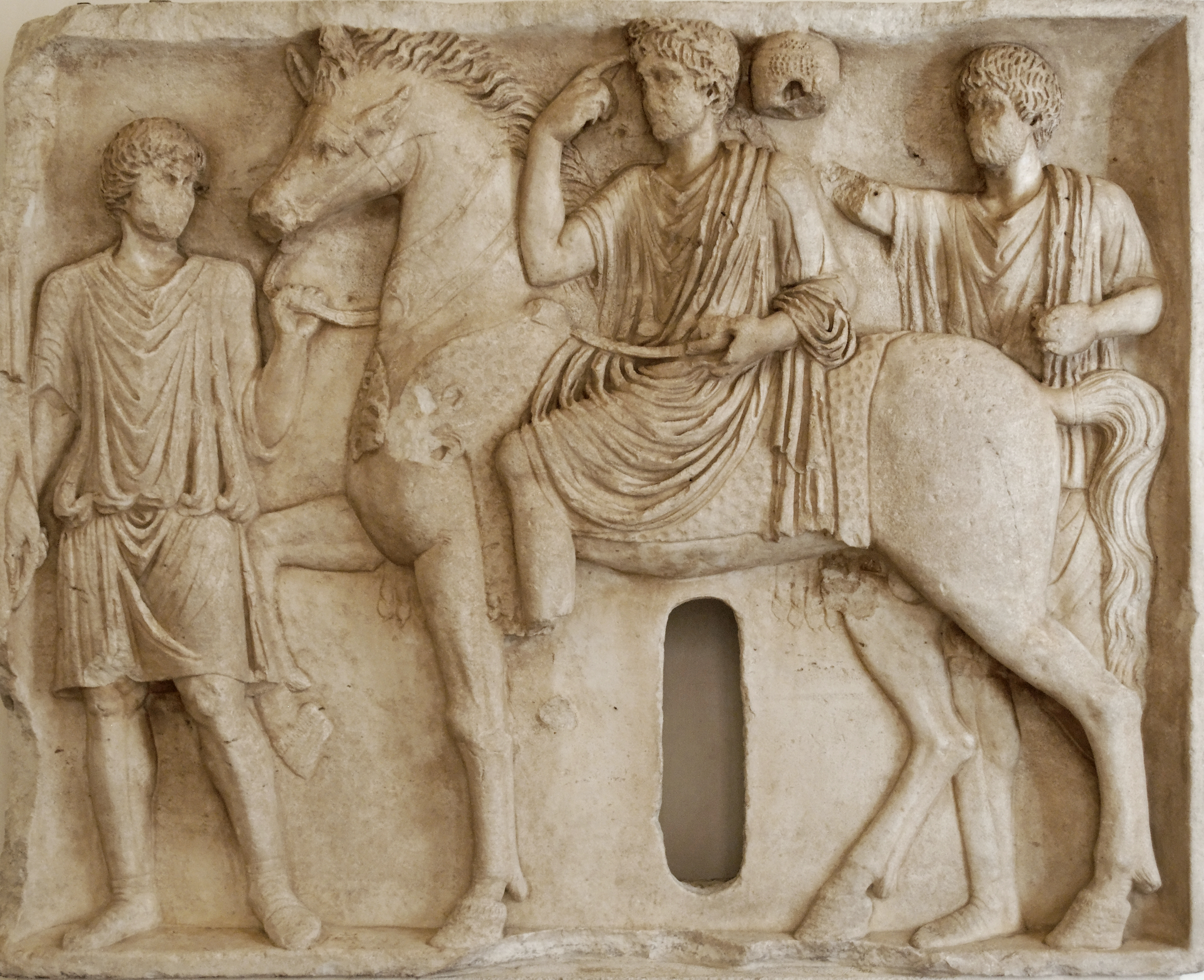
Grabrelief des späten 2. Jahrhunderts n. Chr. mit Darstellung eines reitenden Saliers (Rom, Museo Nazionale Romano)

Die Salier (lateinisch Salii) waren römische Waffentanzpriester. Die Salii veranstalteten im Rahmen ihrer Kulthandlungen Prozessionen, typisch waren vor allem ein „Dreischritt-Waffentanz“ (tripudium) sowie Gesänge.

## Geschichte
Der Name der in Latium und Rom aktiven Salier leitete sich laut Varro von ab salitando ab („vom Tanzen“). Die Körperschaft bestand aus zwei Gruppen (sodalitates) von je zwölf Mitgliedern: den Salii Palatini und den Salii Collini (auch Agonenses oder Agonales). Bei dem Tanz handelte es sich um das tripudium, einen „Dreierschritt“, den die Salier oder „Springpriester“ des Mars im Februar/März und Oktober bei ihren Umzügen durch Rom aufführten.
Die Salii Palatini wurden angeblich von Numa Pompilius gegründet und standen im Dienst des Kriegsgottes Mars. Sie hatten ein eigenes Dienstlokal (curia) auf dem Palatin. Hier wurde angeblich der lituus des Romulus aufbewahrt. Die Salii Collini, die angeblich von Tullus Hostilius gegründet wurden, standen im Dienste des Quirinus. Ihr Dienstlokal befand sich auf dem Quirinal.
Beide Gruppen hatten eigene Ritualbücher. Die Aufzeichnungen erfolgten durch je einen magister. Die Reihen der Priesterschaft wurden durch Kooptation ergänzt. Um Teil des Priesterkollegiums zu werden, musste man Patrizier sein, und beide Eltern mussten noch leben. Die Mitgliedschaft war in der Regel lebenslang, doch schieden Mitglieder, die ein höheres magistratisches Amt antraten oder in einer anderen Priesterschaft beitraten, im Normalfall aus.
Aus republikanischer Zeit sind nur wenige Namen von Mitgliedern überliefert, unter anderem derjenige des Publius Cornelius Scipio Africanus, der ungewöhnlicherweise auch noch nach seinem Konsulat dem Priesterkollegium angehörte. Aus der römischen Kaiserzeit sind mehr Mitglieder bekannt.

## Gesellschaftliche Funktion
Die wichtigste Funktion des Kollegiums war ein feierlicher Umzug durch Rom am Anfang und am Ende der Kriegssaison. Wichtigste rituelle Handlung war dabei das Herumtragen (movere) und Reinigen (lustratio) der heiligen Schilde des Mars (ancilia). An einigen ausgesuchten Örtlichkeiten (etwa Comitium, Kapitol (Rom) und Aventin) wurde, von einem Vortänzer (praesul) und einem Vorsänger (vates) angeführt, ein kunstvoller Waffen- und Stampftanz aufgeführt. Mit ihren Lanzen (hastae) schlugen sie dabei auf die Schilde und sangen ein altertümliches Lied, das Carmen Saliare. Dieses Lied war in historischer Zeit nicht mehr verständlich, muss also sehr alt gewesen sein. Außerdem wurden mehrere Götter – in der Kaiserzeit auch die Kaiser und manchmal die Thronfolger – angerufen. Auch die Ausrüstung der Tänzer war altertümlich und der archaischen Epoche nachempfunden. So trugen die Tänzer eine bunte Tunika, einen Mantel und einen ehernen Brustschutz. An Waffen trugen sie ein Kurzschwert, eine Lanze und einen Spitzhelm. Abgeschlossen wurden die Feierlichkeiten durch üppige, sprichwörtlich gewordene Gastmähler (cenae saliares).
In früher Zeit scheint das Ritual auch einen Initiationsritus beinhaltet zu haben. Hierbei spielten die Saliae virgines (aristokratische Jungfrauen) eine Rolle. In historischer Zeit wurde diese Funktion jedoch durch gemietete Schauspielerinnen ausgefüllt.